# Staciana Stitts
Staciana Stitts, nach Heirat Staciana Winfield (* 12. September 1981 in Columbus, Ohio), ist eine ehemalige Schwimmerin aus den Vereinigten Staaten. Sie gewann bei Olympischen Spielen eine Goldmedaille und bei Panamerikanischen Spielen vier Goldmedaillen.

## Karriere
Staciana Stitts besuchte die Carlsbad High School in Kalifornien und danach die University of California, Berkeley. Mit den California Bears, dem Sportteam von Berkeley, gewann sie einen Staffeltitel der National Collegiate Athletic Association.
Bei den Panamerikanischen Spielen 1999 in Winnipeg siegte Stitts über 100 Meter Brust vor ihrer Landsfrau Kristen Woodring. Eine zweite Goldmedaille gewann sie mit der 4-mal-100-Meter-Lagenstaffel.
Im Jahr darauf bei den olympischen Schwimmwettbewerben 2000 in Sydney verfehlte Staciana Stitts als 18. der Vorläufe über 100 Meter Brust das Halbfinale um eine Zehntelsekunde. Die 4-mal-100-Meter-Lagenstaffel mit Courtney Shealy, Staciana Stitts, Ashley Tappin und Amy Van Dyken qualifizierte sich mit der viertbesten Vorlaufzeit für den Endlauf. Im Finale schwammen Barbara Bedford, Megan Quann, Jenny Thompson und Dara Torres fast acht Sekunden schneller als die Vorlaufstaffel und verbesserten den Weltrekord um drei Sekunden auf 3:58,30 Minuten. Alle acht eingesetzten Schwimmerinnen erhielten eine Goldmedaille.
Bei den Kurzbahnweltmeisterschaften 2002 in Moskau belegte Stitts den achten Platz über 100 Meter Brust. Die Lagenstaffel der Vereinigten Staaten gewann die Silbermedaille, wobei Stitts nur im Vorlauf eingesetzt wurde. 2003 bei den Panamerikanischen Spielen in Santo Domingo gewann Stitts wie 1999 zwei Goldmedaillen. Sie siegte über 100 Meter Brust vor ihrer Landsfrau Corrie Clark und mit der Lagenstaffel.
Staciana Stitts war noch bis 2006 im Schwimm-Weltcup aktiv, nahm aber nicht mehr an großen Meisterschaften teil.